# Сырчанка
Сырчанка, Сырчинка — река в России, протекает в Кирово-Чепецком районе Кировской области. Устье реки находится в 25 км по левому берегу реки Филипповка. Длина реки составляет 12 км.
Исток реки в 5 км к западу от деревни Казаринцы. Река течёт на северо-восток, затем поворачивает на восток. В среднем течении река протекает деревню Пантюхино, в нижнем — Широково. На реке две небольшие запруды — одна ниже Пантюхино, вторая чуть выше Широково. Именованных притоков нет. Впадает в Филипповку напротив деревни Дуденево. Ширина реки на всём протяжении не превышает 10 м.

## Данные водного реестра
По данным государственного водного реестра России относится к Камскому бассейновому округу, водохозяйственный участок реки — Чепца от истока до устья, речной подбассейн реки Вятка. Речной бассейн реки — Кама.